# Isidore Thivrier

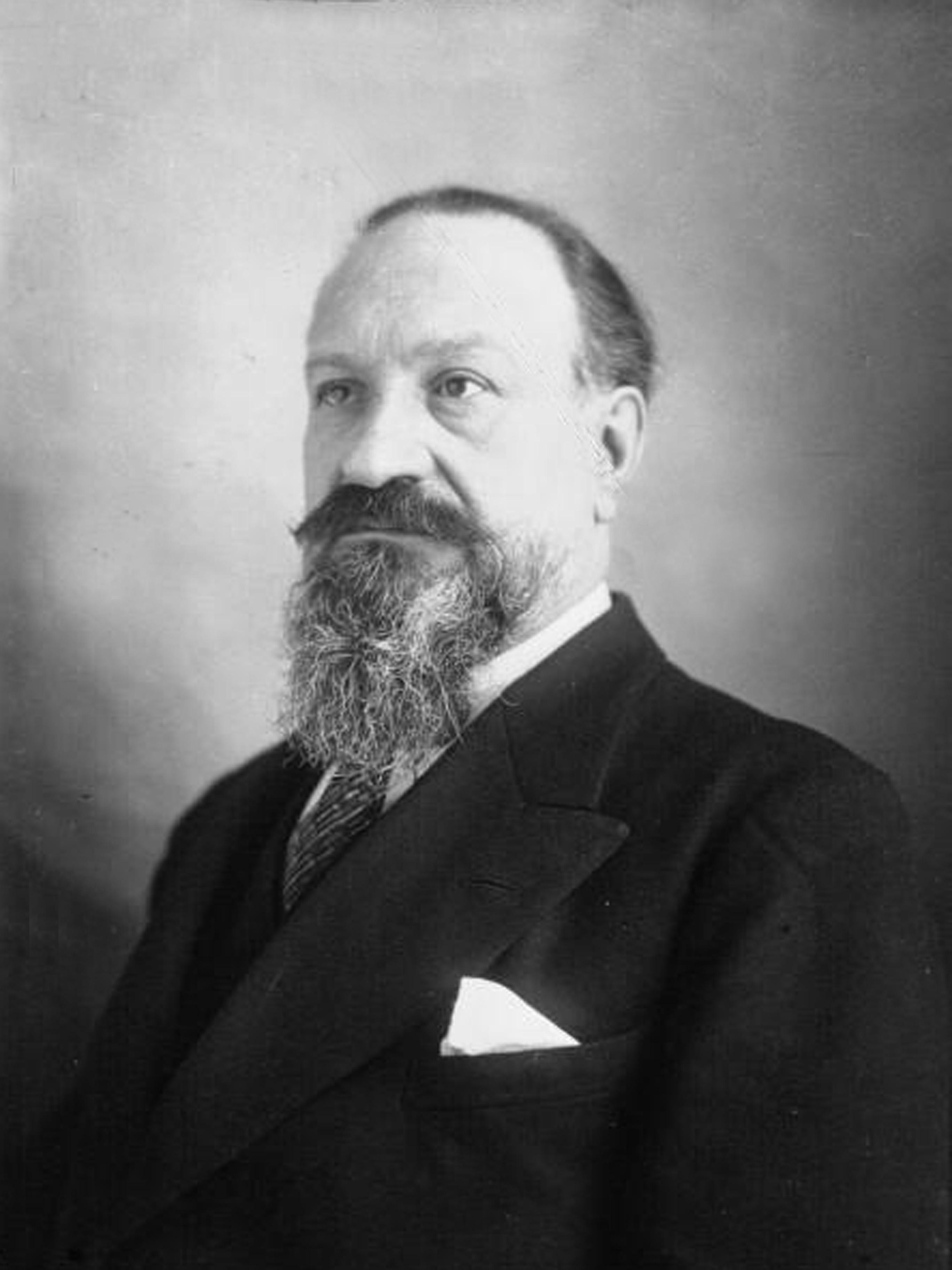
Isidore Thivrier

Isidore Thivrier (* 5. Oktober 1874 in Commentry; † 5. Mai 1944 KZ Natzweiler-Struthof) war ein französischer Politiker der Dritten Republik und Widerstandskämpfer. Er war einer der „quatre-vingts“, die am 10. Juli 1940 in Vichy gegen die Machtübernahme Marschall Pétains stimmten.

## Leben
Isidore Thivrier war der Sohn von Christophe Thivrier, des nach eigenen Angaben „ersten sozialistischen Bürgermeisters der Welt“ (sein Spitzname war „député en blouse“ (Abgeordneter im Kittel)); dieser war ebenso wie Isidores älterer Bruder Alphonse Bürgermeister von Commentry. Isidore selbst war – in der Nachfolge seines Bruders Léon – ab 1919 Generalrat des Kantons Commentry, ein Amt, das er bis 1940 innehatte. Bei der Spaltung der Section française de l’Internationale ouvrière auf dem Kongress von Tours 1920 verblieb er in der Partei. Ab 1924 wurde er auf ihrer Liste Abgeordneter in der Abgeordnetenkammer und 1936 Bürgermeister von Commentry.
Er war 1936 Unterstützer der Volksfrontregierung und stimmte am 10. Juli 1940 als einer von 80 Abgeordneten gegen die erweiterten Vollmachten für Philippe Pétain. Dennoch setzte ihn die Vichy-Regierung im Conseil national als Nationalrat ein. Am 1. Mai 1941 empfing er Marschall Pétain noch herzlich bei einem Besuch in Commentry. 1942 schied er aber aus dem Gremium aus, wobei er vergeblich versuchte, alle sozialistischen Mitglieder zum Rücktritt zu bewegen. 1943 legte er auch sein Bürgermeisteramt nieder und ging in den Widerstand.
Thivrier schloss sich dem Marco-Polo-Netzwerk an und sein Anwesen wurde zum Treffpunkt von Verbindungsleuten, Kurieren, Fallschirmspringern und einer Sendestation. Er wurde verraten und am 12. Oktober 1943 am Bahnhof von Vierzon von der Gestapo verhaftet. Nach viereinhalb Monaten im Gefängnis von Bourges wurde er von einem deutschen Militärgericht wegen Spionage für die Alliierten zu zwanzig Jahren Zuchthaus verurteilt. Er wurde zunächst in das Gefängnis von Fresnes, dann in das Gefängnis von Compiègne und schließlich auf den Struthof gebracht, wo er an Angina pectoris und Tuberkulose litt. Er starb am 5. Mai 1944 im Konzentrationslager Natzweiler-Struthof.
1947 wurde er posthum mit der Medaille des französischen Widerstands ausgezeichnet. In der Laudatio wurde seine „Treue zu seinem Land, seiner Partei, seinem Ideal und seinem Namen“ gewürdigt. In Commentry ist das örtliche Stadion nach ihm benannt.